# 姚延著
姚延著（？—1661年），字象懸，號榕似，浙江乌程人，清朝政治人物，同進士出身。

## 生平
崇禎三年（1630年）庚午科浙江鄉試舉人，清順治六年（1649年）與其兄姚延啟同登己丑科進士，除廣西慶遠府知府。官至江南按察使。順治十八年（1661年）爆發通海案，姚延著「不欲于無事中生事」，僅判處知縣任體坤一人。王重、袁大受不甘心，疏通京城御史馬騰蛟，以為「不速殺此十生，金壇禍端百出，而蠆先中於鄉紳矣！」。姚延著因“疏縱”之罪，被處以絞刑。《清史稿》有傳。

## 延伸阅读
[在维基数据编辑]
 《清史稿/卷247》，出自趙爾巽《清史稿》